# Mieres del Camino (película)
Mieres del Camino es una película muda de ficción de 1927, de temática minera. Es una de las pocas películas españolas anteriores a la II República Española que se conservan y, según Franco Torre, posiblemente, una de las películas asturianas más famosa de la década de 1920, período en que Asturias fue una de las regiones españolas más profílicas en obras cinematográficas. Dentro de la temática minera, con escasa producción cinematográfica, es de las primeras en España y en el mundo,
Dirigida por Juan Díaz Quesada, es un alegato a la protección de la industria carbonera española y asturiana en los años finales de la dictadura de Primo de Rivera, tras el fin de la huelga de los mineros británicos en 1926.
Además de un gran contenido documental, la película narra una historia de amor interclasista entre Pinón, minero, y Pepina, hija del adinerado Gaspar Meca. Este se opone a la relación entre ambos, ya que pretende que su hija se case con un futuro indiano. A pesar de la oposición del padre, ambos terminan casándose.
Fue rodada con un tomavistas de 35 mm en diferentes localizaciones del concejo de Mieres, por lo que tiene un gran contenido documental:
- instalaciones de Fábrica de Mieres:[9] talleres y el exterior del socavón Barredo de mina Mariana, lugar de trabajo de Pinón, donde se filma el arrastre de vagones al exterior, la salida de mineros por la bocamina, con la entrega de su lámpara en la lampistería,… [10]
- el palacio de Viade, en la parroquia de Valdecuna,[b] hogar de los Meca;
- la ribera del río Caudal, con las obras de encauzamiento después de la crecida que derribó el puente de La Perra, en 1926;[13]
- les Cases Barates (las Casas Baratas), 68 viviendas obreras construidas por Fábrica de Mieres para sus trabajadores;[14] y
- el antiguo convento de los Padres Pasionistas, derribado en 1963.[15]

Desde el punto de vista etnográfico y folklórico la película contiene la primera danza prima filmada, además de mostrar una pareja bailando una jota y otra a la gaita y el tambor. El gaitero que acompaña a la jota es José González Álvarez, «José la Piedra», un reconocido artesano mierense, constructor de gaitas, y es la única grabación existente de él.
Fue producida por Gerardo Pombo y estrenada en el cinema Princesa de Madrid y posteriormente proyectada el 30 de enero de 1928, en el teatro Pombo de Mieres Posteriormente fue proyectada en Gijón, en el teatro Dindurra.
De la cinta se conservan dos copias, una de ellas incompleta en la Filmoteca Española. La otra fue encontrada hacia 1980 casi por azar en el almacén del cine Esperanza de Mieres. A partir de ambas, se pudo realizar una restauración. Según el Inventario-catálogo de películas de cortometraje del cine mudo español (1896-1930), realizado en 2017 por el Instituto del Patrimonio Cultural de España y la Filmoteca Española, en esta última se conservan 2 copias estándar y un duplicado negativo de imagen.
El cartel original de la película está firmado por Vinfer, seudónimo de César Fernández Ardavín (1883-1974), y muestra a una pareja tocando la gaita y el tambor.